# IBC TOP40
IBC TOP40（アイビーシー トップフォーティー）は、1974年4月14日から1999年3月28日まで、岩手放送（現・IBC岩手放送）で放送されていたラジオ番組である。放送回数は全1299回。
番組終了後、2023年から年に1回"公開生放送"という形で復活特番が放送されている。

## 概要
岩手県内各レコード店の売り上げを元に岩手放送独自のランキングを作成しており、後に『ラジオさんさんまる』内における毎週月曜日のコーナー「IBCミュージックランキング」に受け継がれている。当時岩手県内ナンバーワン聴取率を誇っていた。
基本的にはランキング発表や新曲のオンエア、アーティストのインタビューを放送する音楽番組であるが、その他にもある特定の順位の曲を当てるクイズコーナーや、ネタやポエムを募集するコーナーもあった。特に「ベスト3予想人のコーナー」はランキング予想と直接関係のないネタを盛り込んだ葉書・封書が多数寄せられていて、番組内で一番投稿の多いコーナーであった。
日曜日の放送であるため、県内各地のイベント会場に赴いて公開放送を行うこともあり、リスナーとパーソナリティ、またはリスナー同士の交流の場となっていた。
番組の間でも電話による曲のリクエストを受け付けており、それもランキングに加味され、リクエストをした人の名前が一部読み上げられていた。公開放送の際でもリクエストは受け付けられていたが、受付電話番号は公開放送でも盛岡本社のものを使用しているために、名前読みの仕事は本社で待機している留守番アナウンサーが行っていた。本社のスタジオから放送されていたが、『でんでんリクリク大放送』が土曜日に放送されていた時期には番組内のコーナーである「おはしぞめのコーナー」で使用された食べ物や、水越かおるが持ち込んだお菓子の食べ残しがスタジオ内に残されていたため、「でんリクの後のスタジオは汚い」と称されていた。
放送時間は当初頻繁に変更されていたが、1983年4月から14時から18時までとなって以降は安定した。番組終了時は13時から17時30分までの放送となった。

### 復活特番
番組が終了してから2年後の2001年4月1日には『IBCトップ40新世紀スペシャル』が放送され、大塚富夫と千輝順子のコンビが復活した。
IBC岩手放送開局60周年を迎えた2013年12月25日に、ラジソン終了直後に放送された特別番組『IBCラジオ60年の歩み』の一部で、番組末期にも使用された2代目のオープニングテーマと共に、大塚富夫と千輝順子のコンビが登場し、短い時間ながらも当時のテイストを再現した。
2023年7月9日、IBC開局70周年と大塚のアナウンサー歴50周年を記念して、再び1日限りの復活放送を行った。当日はIBCのイベント『MORIOKAマチナカフェスタ』の一環として、盛岡八幡宮境内の会場から公開生放送された。パーソナリティは大塚と今井日奈子が担当し、「1980年の年間ランキング」を放送した。
2024年7月28日と2025年7月13日にも復活特番として『MORIOKAマチナカフェスタ』が開催されている盛岡八幡宮会場からの公開生放送が行われた。2024年は「1976年の年間ランキング」、2025年は「1975年7月13日のランキング」を取り上げた。なお、2023年以降の復活特番の放送時間はいずれも日曜13時から16時30分（『のりこの週刊おばさん白書』の枠を使用しての放送）となっている。
1978年1月から1989年9月までの間、TBS『ザ・ベストテン』の四要素の1つであるラジオ総合ベスト10の岩手放送のデータとして活用されていた。

## 主な人気コーナー
- ベスト3予想人のコーナー

木魚を叩く音はスタジオで生で叩いていた。
- ヒットチャートクイズ
- IBCラジオドラマチック競馬中継(現在も『のりこの週刊おばさん白書』内で継続中)

## 歴代パーソナリティー
いずれも当時の岩手放送アナウンサー。
| 期間           | 期間          | 男性                                            | 女性                      |
| -------------- | ------------- | ----------------------------------------------- | ------------------------- |
| 1974年4月14日  | 1974年9月29日 | 大塚富夫                                        | 千輝順子                  |
| 1974年10月6日  | 1975年3月30日 | 河辺邦博                                        | 千輝順子                  |
| 1975年4月6日   | 1984年4月1日  | 大塚富夫                                        | 千輝順子                  |
| 1984年4月8日   | 1985年3月31日 | 大塚富夫                                        | 樋田由美子                |
| 1985年4月7日   | 1987年3月29日 | 大塚富夫                                        | 戸田信子                  |
| 1987年4月5日   | 1988年9月25日 | - 大塚富夫 - 菊池幸見 - 佐藤宏邦 - （ランダム） | 戸田信子                  |
| 1988年10月2日  | 1989年9月24日 | - 大塚富夫 - 菊池幸見 - 佐藤宏邦 - （ランダム） | - 水越かおる - 矢吹奈美江 |
| 1989年10月1日  | 1990年3月25日 | - 大塚富夫 - 菊池幸見 - 佐藤宏邦 - （ランダム） | 矢吹奈美江                |
| 1990年4月1日   | 1990年10月7日 | 大塚富夫                                        | 斎藤景子                  |
| 1990年10月14日 | 1993年6月27日 | 神山浩樹                                        | 伊藤美幸                  |
| 1993年7月4日   | 1994年9月25日 | 神山浩樹                                        | 田代親世                  |
| 1994年10月2日  | 1996年3月31日 | 神山浩樹                                        | 玉井明子                  |
| 1996年4月7日   | 1997年3月30日 | 神山浩樹                                        | 松本美貴                  |
| 1997年4月6日   | 1999年3月28日 | 江幡平三郎                                      | 戸田信子                  |

### 復活特番
| - 放送日 - タイトル                                            | - 放送日 - タイトル                               | パーソナリティ | パーソナリティ |
| -------------------------------------------------------------- | ------------------------------------------------- | -------------- | -------------- |
| - 2001年4月1日 - 『IBCトップ40新世紀スペシャル』               | - 2001年4月1日 - 『IBCトップ40新世紀スペシャル』  | 大塚富夫       | 千輝順子       |
| - 2023年7月9日 - 『復活!IBCトップ40in盛岡八幡宮』              | - 2023年7月9日 - 『復活!IBCトップ40in盛岡八幡宮』 | 大塚富夫       | 今井日奈子     |
| - 2024年7月28日 - 『やっぱり今年もIBCトップ40～運気も上昇～』  |                                                   | 大塚富夫       | 今井日奈子     |
| - 2025年7月13日 - 『夏だ!ラジオだ!今年もやっぱり IBCトップ40』 |                                                   | 大塚富夫       | 今井日奈子     |

## 放送時間の推移
全て日曜日。
- 1974年4月14日〜9月29日 - 15時35分〜17時00分

前身は「IBCベスト20」。放送時間は16時00分〜17時00分で、一時期は16時55分までだった。
- 1974年10月6日〜1976年3月28日 - 15時05分〜16時55分

「岩手競馬実況中継」のシーズンオフは17時00分までで、17時00分〜18時00分に「ポップインいわて」をスタート。
- 1976年4月4日〜1981年3月29日 - 15時05分〜18時00分（第1期）

「ポップインいわて」は13時00分〜14時00分に移動した。また、1980年4月6日から15時30分〜16時00分に「岩手競馬実況中継」（秋田放送と同時ネット）のため一旦中断した。
- 1981年4月5日〜9月27日 - PART I：14時30分〜15時00分、PART II：15時55分〜18時00分

番組開始時間が早まり、「岩手競馬実況中継」を挟んで2部構成になった（15時00分〜15時05分・岩手日報ニュース、15時05分〜15時10分・駐車場だより、15時10分〜15時25分・ジョッキー&ジョッキー、15時25分〜15時55分・岩手競馬実況中継）。
- 1981年10月4日〜11月29日 - 15時05分〜18時00分（第2期）

14時30分〜15時00分に『ジェミニ・ミュージックパートナー 三原順子ファンタジーロード』（TBSラジオ）が放送されていた。
- 1981年12月6日〜1982年3月28日 - 15時10分〜18時00分（第1期）

競馬シーズンオフ期間中、15時00分〜15時05分の「岩手日報ニュース」、15時05分〜15時10分の「駐車場だより」の後に開始した。
- 1982年4月4日〜9月26日 - PART I：14時30分〜15時20分、PART II：15時50分〜18時00分

「岩手競馬実況中継」を挟んで2部構成になり、「ジョッキー&ジョッキー」は土曜夕方に移動した。
- 1982年10月3日〜1983年3月27日 - 15時10分〜18時00分（第2期）

14時30分〜15時00分に「ジェミニ・ミュージックパートナー 三原順子ファンタジーロード」（TBSラジオ）が放送されていた。
- 1983年4月3日〜1990年3月25日 - 14時00分〜18時00分（第1期）

「岩手競馬実況中継」がメインレース以外も2レース放送（5分程度）に伴い、番組のPART I・PART IIという分け方が無くなった。
- 1990年4月1日〜9月30日 - 16時00分頃〜18時00分

「まるごとワイド “ザ・日曜日”」（12時30分〜18時00分）に内包され、「岩手競馬実況中継」終了後に開始した。
- 1990年10月7日 - 〜1992年3月29日 - 14時00分〜18時00分（第2期）

「まるごとワイド “ザ・日曜日”」終了に伴い時間枠拡大され、「トップ40 ザ・日曜日」のタイトルに変更した。
- 1992年4月5日〜10月25日 - 14時00分〜17時45分

タイトルが1990年3月以前のものに戻る。
- 1992年11月1日〜1993年3月28日 - 13時00分〜17時45分
- 1993年4月4日〜1995年3月26日 - 13時30分〜17時45分
- 1995年4月2日〜1999年3月28日 - 13時00分〜17時30分

## 関連人物
- 姫神（当時：姫神せんせいしょん） - 同番組でチャート上位に入ったことで、全国的人気を得る足掛かりをつかんだ。他にもNSPや高橋研などの地元出身者は常にチャート上位に入っていた。
- 伊藤政則 - 学生時代に岩手放送のレコード室でアルバイトをしており、同番組の立ち上げを間近で経験した。最終回には電話でゲスト出演している。
- ジョージ・ウィンストン - 葉書のコーナーのBGMに「Longing/Love」が使用された。
- メゾフォルテ - 1984年から1990年までのエンディング曲（県内のヒットチャート協力レコード店紹介）に「スプリング・フィーバー」が使用された。